# Somozas (ort)
Somozas är en ort i Spanien.   Den ligger i provinsen Provincia da Coruña och regionen Galicien, i den nordvästra delen av landet, 500 km nordväst om huvudstaden Madrid. Somozas ligger 265 meter över havet och antalet invånare är 1 399.
Terrängen runt Somozas är huvudsakligen kuperad, men åt nordväst är den platt. Runt Somozas är det ganska glesbefolkat, med 47 invånare per kvadratkilometer. Närmaste större samhälle är As Pontes de García Rodríguez, 11,1 km sydost om Somozas. I omgivningarna runt Somozas växer i huvudsak blandskog.